# The Littles (serie de televisión)
The Littles (Los Diminutos en España y La familia Meñique en Hispanoamérica) es una serie de televisión animada francesa producida originalmente entre 1983 y 1985. Está basada en los personajes de The Littles, una serie de novelas infantiles del autor estadounidense John Peterson, de las cuales la primera fue publicada en 1967. La serie fue producida para la cadena de televisión estadounidense ABC por el estudio franco-americano DIC Audiovisuel. Fue postproducida por un estudio de animación canadiense, Animation City Editorial Services.

## Personajes

### Protagonistas

#### La familia Little
- Tom Little (Tito Pequeño en España y Tom Meñique en Hispanoamérica): el mayor de los dos niños pequeños.
- Lucy Little (Lucy Pequeño en España y Lucy Meñique en Hispanoamérica): la menor de los dos niños pequeños.
- Abuelo Little: el miembro más viejo de la familia. El apellido de la familia Little varía en las versiones de España e Hispanoamérica; en la versión de España el apellido familiar es Pequeño, y en la versión de Hispanoamérica es Meñique.
- Dinky Little (Dinky Pequeño en España y Dinky Meñique en Hispanoamérica): un primo de la familia, siempre se presenta como 'primo Dinky' (igual que en los libros).
- Frank Little (Frank Pequeño en España): el padre de la familia.
- Helen Little (Helen Pequeño en España y Helen Meñique en Hispanoamérica): la madre de la familia e hija del abuelo Little.
- Ashley Little (Rufo Pequeño en España): el segundo primo más joven de la familia.

En la serie de televisión, el árbol genealógico es mayormente claro. Frank y Helen son los padres de Tom y Lucy, el abuelo es el padre de Helen, y Dinky es primo (de parte de Helen, como dijo el abuelo en el episodio "Ben Dinky") de Tom y Lucy. En los libros, el árbol genealógico nunca se revela explícitamente. Los Littles que aparecen a menudo son Tom, Lucy, Dinky y el abuelo.

#### Personajes secundarios
- Henry Bigg (Quique Grande en España y Henry Grande en Hispanoamérica): un niño de 13 años y uno de los pocos humanos que sabe sobre la existencia de los Littles. Viven en su casa y son sus mejores amigos.[2][1]
- Slick (Flecha en España):[1] una pequeña tortuga y la mascota de Henry.[1]

### Villanos
- Dr. Erick Hunter (Profesor Cepo en España):[2] nunca ha visto a un Little con sus propios ojos, pero está muy seguro de que realmente existen. Su trabajo es encontrar alguna evidencia y construir máquinas que puedan detectar a estas pequeñas criaturas para demostrarles a los demás y a sí mismo que los Littles realmente existen.
- James Peterson (conocido simplemente como "Segundo" en España): el otro hombre malo y el asistente del Dr. Hunter.

### Otros personajes
- Sr. y Sra. Bigg: los padres de Henry. Ambos arqueólogos, a menudo van de viaje.
- Marie: compañera de Henry y amiga cercana.

## Reparto
| Personaje     | Actor de voz                       | Actor de doblaje    | Actor de doblaje      |
| ------------- | ---------------------------------- | ------------------- | --------------------- |
| Henry Bigg    | Jimmy Keegan                       | Jordi Pons          | Araceli de León       |
| Abuelo Little | Alvy Moore                         | Luis Posada Mendoza | Álvaro Tarcicio       |
| Frank Little  | Gregg Berger                       | Jordi Estadella     | —                     |
| Helen Little  | Patricia Parris                    | Elsa Fábregas       | Rommy Mendoza         |
| Tom Little    | Donavan Freberg (temporadas 1 y 2) | María Moscardó      | Eladio González Garza |
| Tom Little    | David Wagner (temporada 3)         | María Moscardó      | Eladio González Garza |
| Lucy Little   | Bettina Bush                       | Nuria Mediavilla    | Sylvia Garcel         |
| Ashley Little | B. J. Ward (temporadas 2 y 3)      | Julia Gallego       | —                     |
| Slick         | Frank Welker (temporada 1)         | —                   | —                     |
| Slick         | Pat Fraley (temporadas 2 y 3)      | —                   | —                     |
| Mr. Bigg      | Robert David Hall                  | Luis Espinosa       | —                     |
| Dinky Little  | Robert David Hall                  | Pep Sais            | —                     |
| Sra. Bigg     | Laurel Page                        | Marta Tamarit       | —                     |
| Dr. Hunter    | Ken Sansom                         | Dionisio Macías     | Luis Puente           |
| Peterson      | Ken Sansom                         | Adrià Frías         | Esteban Siller        |

## Estructura y tema de los episodios
Durante las dos primeras temporadas, muchos de los episodios contenían lecciones morales o abordaban temas específicos, como los problemas que conducen a creer en la solución de huir de casa (episodio "The Little Fairy Tale"), el abuso de drogas (episodio "Prescription for Disaster") y los celos (episodios "Lights, Camera, Littles" y "Twins"). Para la tercera temporada, se vio a Henry y los Littles viajando a un lugar diferente alrededor del mundo en cada episodio.
Las dos primeras temporadas también incluyeron un segmento de manualidades simples al final de cada episodio llamado "Little Ideas for Big People" ("Pequeñas ideas para chicos grandes" en español), con la segunda temporada usando sugerencias enviadas por los espectadores. Durante la tercera temporada, un segmento llamado "A Little Known Fact" destacó curiosidades históricas o geográficas relacionadas con el episodio.

## Diferencias de los libros
Además del árbol genealógico clarificado, Henry sabe de la existencia de los Littles, algo que es exclusivo de la serie de televisión y la película, Here Come the Littles. La primera temporada nunca reveló cómo Henry conoció a los Littles; durante los créditos de apertura, Henry simplemente le dice a la audiencia que tiene "un secreto muy especial", que él es el único que sabe acerca de los Littles. Durante la segunda temporada, los créditos de apertura decían que Henry conoció a los Littles cuando Tom y Lucy cayeron dentro de su maleta mientras él se movía, y ellos saltaron cuando él abrió la maleta. En la película, sin embargo, Tom y Lucy todavía quedan atrapados dentro de la maleta de Henry, pero Henry no descubre a los Littles hasta mucho después; primero ve al abuelo y a Dinky en el patio de su tío, mientras que Tom y Lucy se hacen amigos de él cuando necesitan su ayuda. Henry se cuidó mucho de mantener en secreto la existencia de los Littles, incluso de sus propios padres. Aunque los traicionó en un episodio ("Dinky's Doomsday Pizza"), pero todo el incidente y sus consecuencias resultaron ser solo un sueño que Dinky estaba teniendo.
Algunos personajes son exclusivos de la serie. Los más notables son los dos villanos, el Dr. Hunter y su asistente, Peterson. Hunter es un científico que ha estado tratando de capturar a un Little para probar sus teorías, pero no ha tenido éxito, aunque a veces estuvo cerca.

## Historia en la televisión
The Littles fue una de las primeras series de dibujos animados producidas por DIC Entertainment para la televisión estadounidense junto con el Inspector Gadget y Heathcliff and the Catillac Cats, y fue la única de las tres que se emitió en una red, y no por redifusión.
Las dos primeras temporadas de la serie presentan a los Littles alrededor de la casa de la familia Bigg, pero para mejorar la popularidad del programa, la temporada final presenta a los Littles viajando por todo el mundo.
Durante la producción de la serie, los Littles fueron lo suficientemente populares como para asegurar dos películas derivadas:
- El 25 de mayo de 1985, los Littles protagonizaron su primer largometraje animado, Here Come the Littles,[1] que funciona como precuela de la serie de televisión. Fue dirigido por Bernard Deyriès y escrito por Woody Kling. Está disponible en DVD.
- Al año siguiente (1986), se creó una película para televisión protagonizada por los Littles, titulada Liberty and the Littles.[6] Esta película también fue dirigida por Bernard Deyriès y escrita por Heywood Kling. Se emitió en tres partes durante la décima temporada de ABC Weekend Specials. Posteriormente fue editada en un episodio de tres partes y se incluyó en la tercera temporada de la serie. Los episodios están disponibles en DVD.[2][1]

## Transmisión en el extranjero
Desde su estreno en Estados Unidos y Francia, The Littles se ha lanzado en diferentes países alrededor del mundo como Malasia, Australia, Singapur, Italia, Portugal, Brasil, Medio Oriente, Brunéi, China, Reino Unido, Polonia, Turquía, Zambia, Hong Kong, Canadá, Israel, Grecia, Alemania y Nueva Zelanda.
También se emitió en las regiones de Hispanoamérica y España, en esta última su estreno fue el 6 de abril de 1986 por la señal TVE, tres años después de su primera emisión en Estados Unidos.

## Emisión en España
En su primer pase solo se vieron emitió 26 episodios con doblaje realizado en Barcelona. Cuando la Forta repuso la serie en 1993 por las autonómicas, se retomaron los capítulos restantes, y las películas emitidas en partes.
En la reposicion de 1994 de Tve, el material ya mencionado se usó un doblaje en Bilbao para los capítulos restantes y la primera película. la segunda película contó un doblaje en Sevilla.
Curiosamente el Libro de la primera película círculo en las tiendas durante los 80.
En  el primer capítulo de la serie, tenía en el Opening inacabado con el fondo sin colorear.
Hoy en día este fallo fue suprimido para la reposiciones, pero aun se puede ver en You Tube en canal de la distribuidora Motio Pictures.
La Sintonía que su usó en España para toda serie, se basaron en resitrumentación de la original para la tercera temporada.
Fue interpretada por Carmen Carreter, quien también cantó otras canciones editadas para LP y Casete.

## Lanzamiento en medios para el hogar
En 1991, Strand VCI Entertainment lanzó la película "Liberty and the Littles" en VHS a través del sello ABC Kidtime.
El 13 de noviembre de 2003, Sterling Entertainment lanzó una edición en VHS/DVD llamada The Littles Christmas Special que contiene 3 episodios (4 en la edición en DVD). A pesar del nombre, los episodios de este lanzamiento no tienen nada que ver con el día festivo de Navidad. El DVD fue relanzado por NCircle Entertainment en 2007.
El 13 de noviembre de 2007, S'more Entertainment (en asociación con Shout! Factory), lanzó todos los episodios de la serie en una edición en DVD titulada The Littles – The Complete Unedited Series para la Región 1.
| Nombre del DVD                            | Episodios | Fecha de lanzamiento    | Información adicional |
| ----------------------------------------- | --------- | ----------------------- | --- |
| The Littles: The Complete Unedited series | 29        | 13 de noviembre de 2007 | - Comparación del guion gráfico y el episodio - El juego de trivia de The Littles y huevos de Pascua - Constrúyalo usted mismo - Entrevista a Marc Scott Zicree - Largometraje completo de "Liberty and The Littles" - Logos de DIC - DVD-ROM como material adicional |

El 19 de julio de 2011, Mill Creek Entertainment relanzó la serie completa en DVD en un set de 3 discos titulado The Littles: The Complete Series. También incluye la película Here Come the Littles y el especial de tres episodios que solían conformar la otra película Liberty and the Littles. Este conjunto ahora está descontinuado y agotado. El 19 de diciembre de 2016, la serie fue lanzada en DVD por Matepac para España en 4 volúmenes que contienen 7 episodios por volumen (8 en el volumen 4).

## Otras mercancías
Algunos de los productos que se lanzaron durante la serie incluyeron: libros de cuentos vinculados, un juego de mesa de Milton Bradley, stickers y tarjetas de felicitación. La mercancía extranjera incluía muchos más artículos, como máscaras de Halloween, un conjunto de muñecos, juego de cartas, videos VHS,discos de música y más.